# Marieberg, Grästorps kommun
Marieberg är en bebyggelse väster om Nossan i Tengene socken i Grästorps kommun. Mellan 2015 och 2020 avgränsade SCB här en småort.